# La Prensa
La Prensa é um jornal de circulação diária e edição matutina publicado na cidade de Manágua (Nicarágua) com ampla difusão nacional, sendo o jornal impresso de maior circulação no país. Conservador, é comandado por Carlos Fernando Chamorro, filho da ex-presidente Violeta Chamorro.
Em 13 de agosto de 2021, as instalações do jornal foram tomadas pela polícia sob a alegação de uma investigação por fraude e lavagem de dinheiro contra seus diretores.
Em 23 de agosto de 2022, o governo do presidente da Nicarágua, Daniel Ortega, anunciou a transformação do prédio do jornal em centro cultural, que é administrado pelo Instituto Nacional Tecnolócico (Inatec).